# Coello (Tolima)
Coello is een gemeente in het Colombiaanse departement Tolima. De gemeente telt 8940 inwoners (2005).

## Fossielen
In de gemeente werd een 265 centimeter lang fossiel van een hagedis uit het Maastrichtien gevonden.

## Folklore
In Coello wordt elk jaar de Reinado De La Arena y El Rio gehouden.

## Afbeeldingen

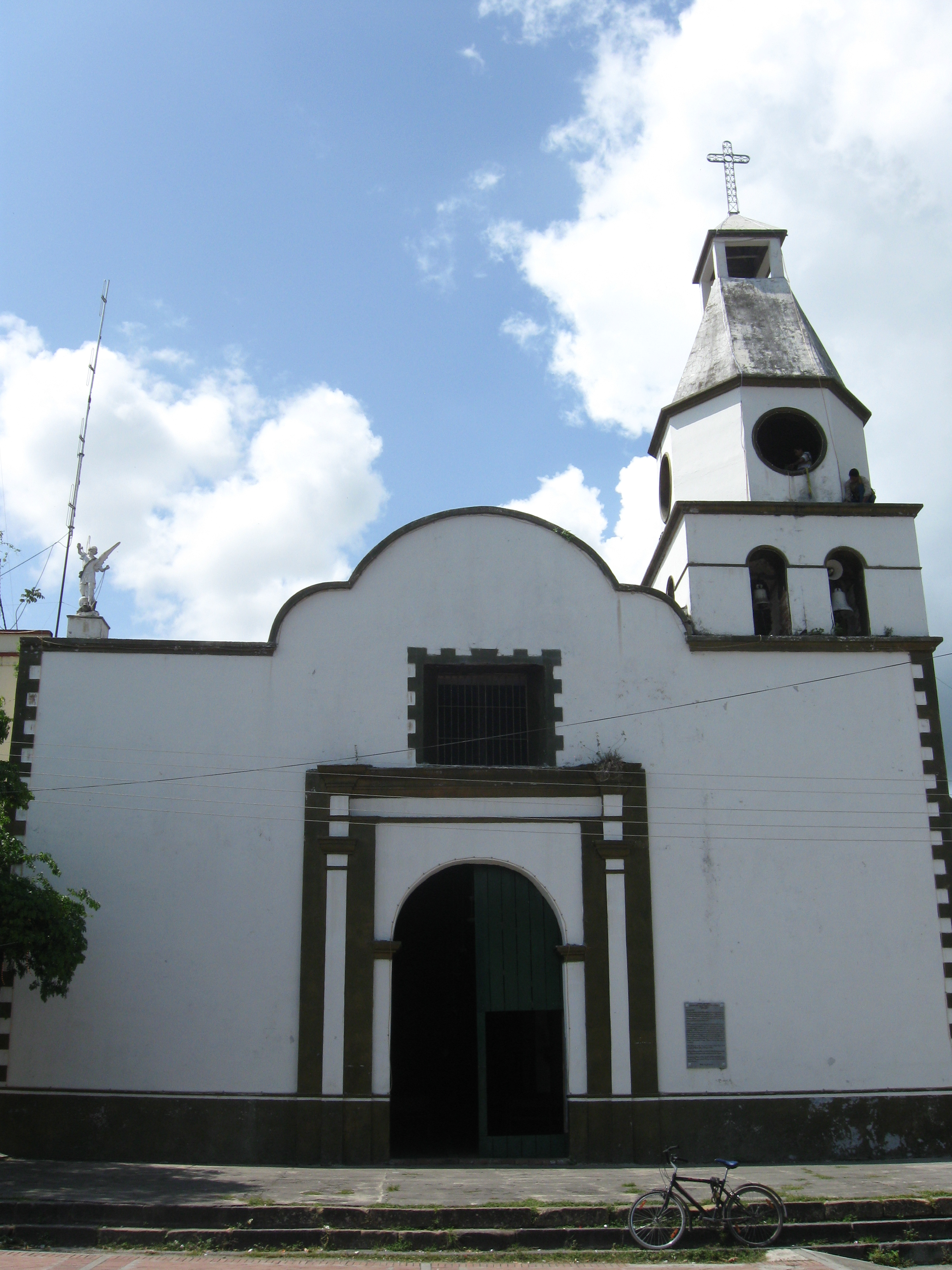
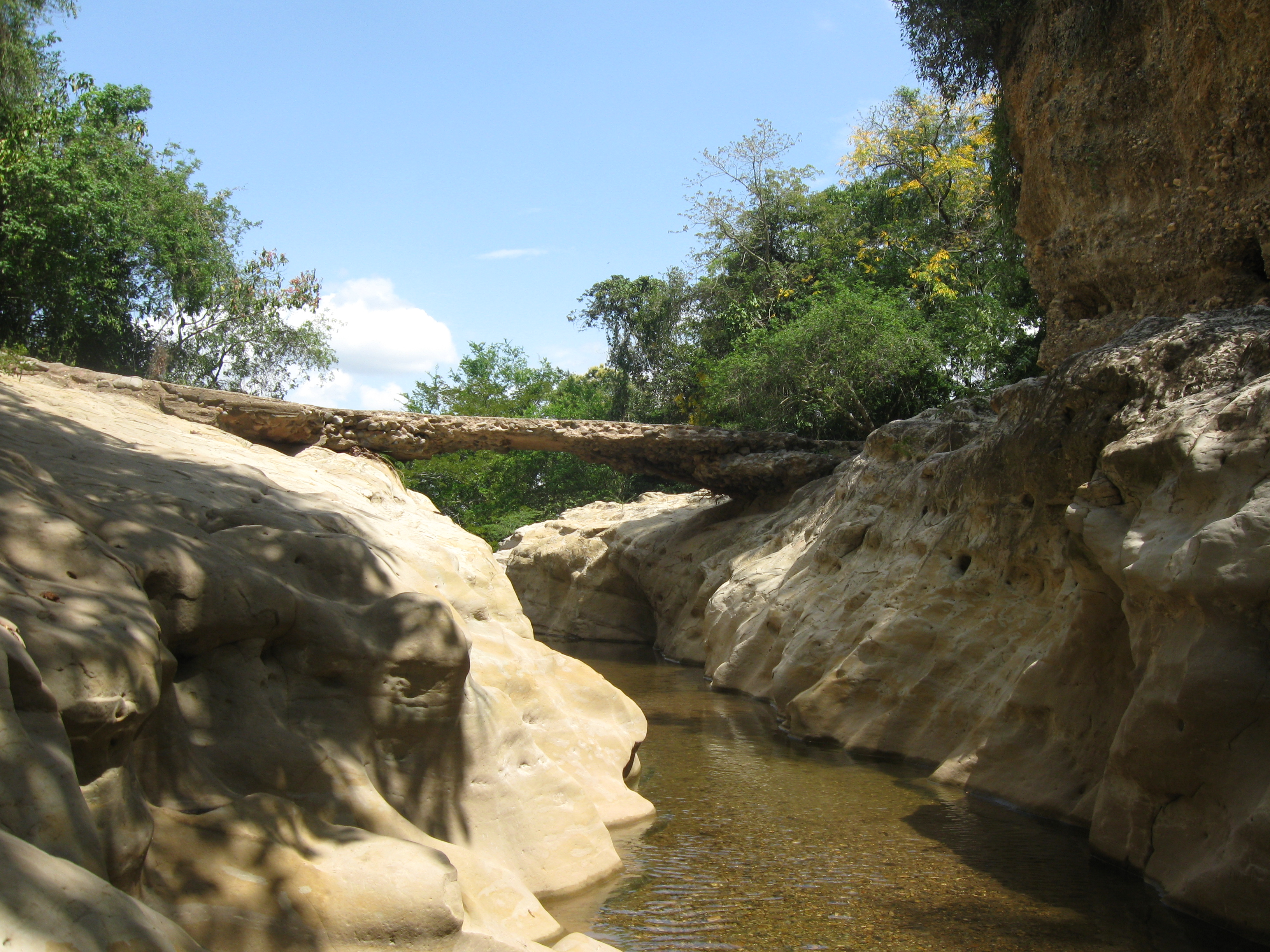
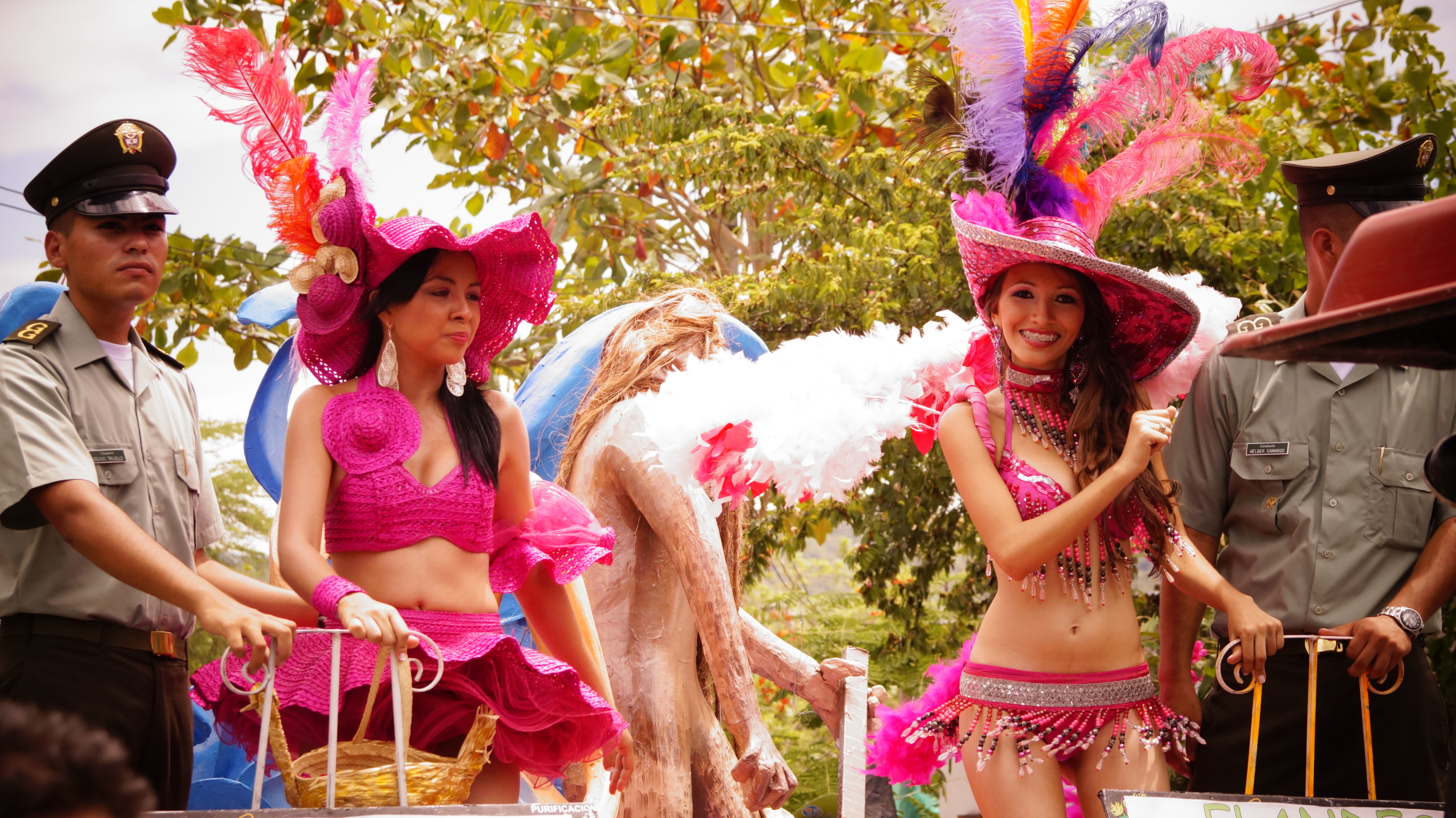

Alpujarra · Alvarado · Ambalema · Anzoátegui · Armero · Ataco · Cajamarca · Carmen de Apicalá · Casabianca · Chaparral · Coello · Coyaima · Cunday · Dolores · Espinal · Falan · Flandes · Fresno · Guamo · Herveo · Honda · Ibagué · Icononzo · Lérida · Líbano · Mariquita · Melgar · Murrilo · Natagaima · Ortega · Palocabildo · Piedras · Planadas · Prado · Purificación · Rioblanco · Roncesvalles · Rovira · Saldaña · San Antonio · San Luis · Santa Isabel · Suárez · Valle de San Juan · Venadillo · Villahermosa · Villarrica